# Elżbieta Horn

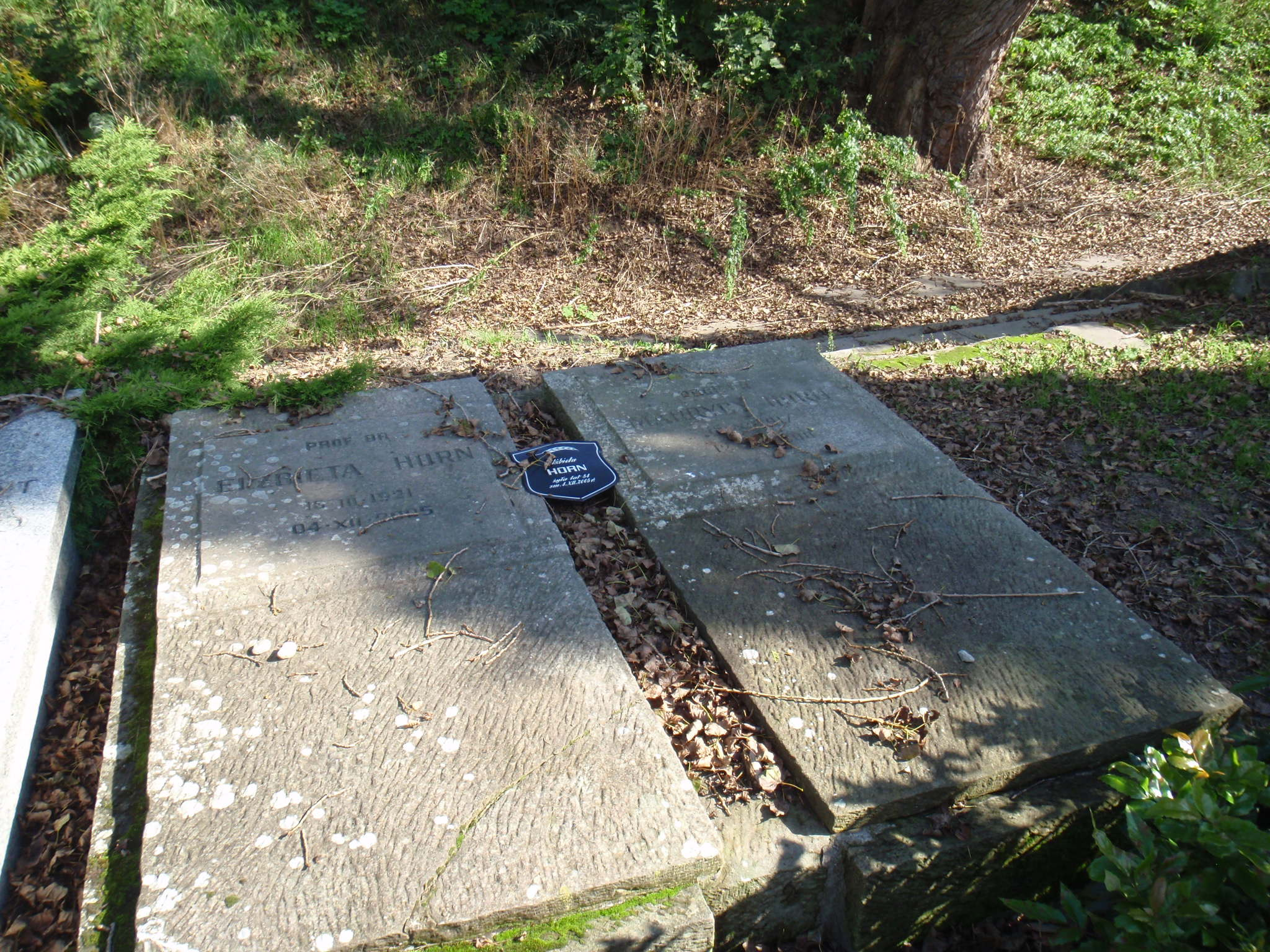
Grób Elżbiety Horn (po lewej) i Maurycego Horna na cmentarzu żydowskim w Warszawie

Elżbieta Horn, z domu Buksbaum (ur. 16 marca 1921 w Przemyślu, zm. 4 grudnia 2005 w Warszawie) – polska historyk żydowskiego pochodzenia, żona Maurycego Horna.

## Życiorys
Urodziła się w Przemyślu w rodzinie żydowskiej. Studiowała na Uniwersytecie Jana Kazimierza we Lwowie, gdzie poznała Maurycego Horna, z którym ślub wzięła 14 stycznia 1941. Po agresji III Rzeszy na Związek Radziecki wraz z mężem została ewakuowana na wschód. Po zakończeniu wojny powróciła do Lwowa, gdzie pracowała w archiwum obwodowym. We wrześniu 1957 w ramach tzw. drugiej repatriacji wraz z mężem wyjechała do Polski. Osiadła w Opolu.
W latach 1962–1983 była pracownikiem naukowym Wyższej Szkoły Pedagogicznej im. Powstańców Śląskich w Opolu. Specjalizowała się w historii narodów Związku Radzieckiego, historii powszechnej i Polski w XIX i XX wieku. Należała do Opolskiego Towarzystwa Przyjaciół Nauk. W 1981 uzyskała tytuł profesora. W 1984 przeprowadziła się do Warszawy, gdzie mieszkała do śmierci. W latach 1985–1992 była profesorem i członkiem Rady Naukowej Żydowskiego Instytutu Historycznego. Przez wiele lat była przewodniczącą Oddziału Warszawskiego Towarzystwa Społeczno-Kulturalnego Żydów w Polsce. Pochowana jest na cmentarzu żydowskim przy ulicy Okopowej w Warszawie (kwatera 2).
Odznaczona Krzyżem Kawalerskim Orderu Odrodzenia Polski.

## Wybrane publikacje
- 1984: Współpraca Ukraińskiej Partii Socjalno-Demokratycznej z Polską Partią Socjalno-Demokratyczną Galicji i Śląska w latach 1899–1902
- 1978: Problemy polskie w twórczości Michała Drahomanowa
- 1977: By pamięć trwała wiecznie. Miejsca walk i męczeństwa radzieckich żołnierzy i robotników przymusowych na Opolszczyźnie 1941-1945
- 1968: Ukraiński obóz postępowy i jego współpraca z polską lewicą społeczną w Galicji 1876-1895
- 1967: Ocena działalności Michała Dragomanowa w historiografii ukraińskiej, rosyjskiej i polskiej